# Vytvořující funkce (fyzika)
Vytvořující funkce známá také jako generující funkce představuje volnost v určení Lagrangiánu. Taková volnost se nazývá kalibrační volnost. Dva Lagrangiány spojené kalibrační transformací jsou plně fyzikálně rovnocenné a vedou na stejné rovnice pohybu. V rámci Hamiltonovy formulace mechaniky vytvořující funkce zase představuje  volnost v určení Hamiltoniánu.

## Kalibrační volnost

### v Lagrangeově formalismu
Pokud se dva různé Lagrangiány {\displaystyle L,L'} liší o úplnou časovou derivaci libovolné hladká funkce {\displaystyle F}, pak jsou rovnocenné a vedou na stejné rovnice pohybu. Taková libovolná funkce {\displaystyle F} je generující funkcí. Vztah můžeme vyjádřit jako
{\displaystyle L'=L+{\frac {dF}{dt}}}.
Hladkost funkce {\displaystyle F} vyžadujeme, aby její derivace existovaly. Obecně se může jednat o funkci všech parametrů konfiguračního prostoru, tedy času a zobecněných souřadnic {\displaystyle q^{i}}. Tento fakt zapisujeme ve tvaru
{\displaystyle F=F(q^{i},t)}.

### v Hamiltonově formalismu
Volnost v Lagrangiánu se přelévá i do volnosti v Hamiltoniánu, protože obě funkce jsou navzájem spojeny Legendreovou transformací. Různé Hamiltoniány {\displaystyle H,H'}, které vedou na stejné rovnice pohybu můžeme z fyzikálního hlediska považovat za rovnocenné. Kalibrační volnost lze vyjádřit rovnicí
{\displaystyle H=H'+{\frac {\partial F_{a}}{\partial t}}.}
Volnost Hamiltonovy funkce pro určitý fyzikální systém přesně odpovídá takzvaným kanonickým transformacím a příslušnou funkci {\displaystyle F_{a}} pak nazýváme generující funkcí kanonické transformace. 
Kanonické transformace souvisejí se změnou prametrizace fázového prostoru. Staré parametry značme {\displaystyle q^{i},p_{j}} a nové značme {\displaystyle Q^{i},P_{j}}. Generujícící funkce obecně závisí jak na starých tak i na nových proměnných. Celkem existují 4 různé kombinace a tedy 4 druhy vytvořujících funkcí {\displaystyle F_{a}~~a=1,\dots ,4}. Vytvořující funkce se standardně značí tak, že závislosti na souřadnicích jsou v následujícím pořadí:
{\displaystyle F_{1}=F_{1}(q^{i},Q^{j},t)}
{\displaystyle F_{2}=F_{2}(q^{i},P_{j},t)}
{\displaystyle F_{3}=F_{3}(p_{i},Q^{j},t)}
{\displaystyle F_{4}=F_{4}(p_{i},P_{j},t)}
Každé kanonické transformaci tak mohou příslušet nejvýše 4 vytvořující funkce. Ne vždy ale existují všechny. V degenerovaných případech jich může být i méně. Například pro triviální transformaci q^i=Q^i,p_j=P_j existují pouze 2 z nich a to {\displaystyle F_{2}(q^{i},P_{j},t)} a {\displaystyle F_{3}(p_{i},Q^{j},t)}.
Vytvořující funkce jsou navzájem spojené Legendreovou transformací stejně jako samotný Lagrangián a Hamiltonián. Mezi funkcemi platí vztahy: 
{\displaystyle F_{2}(q^{i},P_{j},t)=F_{1}(q^{i},Q^{j},t)+\sum \limits _{k}Q^{k}P_{k}}
{\displaystyle F_{3}(p_{i},Q^{j},t)=F_{1}(q^{i},Q^{j},t)-\sum \limits _{k}q^{k}p_{k}}
{\displaystyle F_{4}(p_{i},P_{j},t)=F_{1}(q^{i},Q^{j},t)-\sum \limits _{k}q^{k}p_{k}+\sum \limits _{l}Q^{l}P_{l}}
Ne každá funkce může být vytvořující funkcí pro kanonickou transformaci v Hamiltonově formalismu. Nutné a zároveň dostačující podmínky jsou shrnuty v následující tabulce.
| druh vytvořující funkce              | nutné podmínky                                                  | nutné podmínky                                                  |
| ------------------------------------ | --------------------------------------------------------------- | --------------------------------------------------------------- |
| {\displaystyle F_{1}(q^{i},Q^{j},t)} | {\displaystyle p_{i}={\frac {\partial F_{1}}{\partial q^{i}}}}  | {\displaystyle P_{j}=-{\frac {\partial F_{1}}{\partial Q^{j}}}} |
| {\displaystyle F_{2}(q^{i},P_{j},t)} | {\displaystyle p_{i}={\frac {\partial F_{2}}{\partial q^{i}}}}  | {\displaystyle Q^{j}={\frac {\partial F_{2}}{\partial P_{j}}}}  |
| {\displaystyle F_{3}(p_{i},Q^{j},t)} | {\displaystyle q^{i}=-{\frac {\partial F_{3}}{\partial p_{i}}}} | {\displaystyle P_{j}=-{\frac {\partial F_{3}}{\partial Q^{j}}}} |
| {\displaystyle F_{4}(p_{i},P_{j},t)} | {\displaystyle q^{i}=-{\frac {\partial F_{4}}{\partial p_{i}}}} | {\displaystyle Q^{j}={\frac {\partial F_{4}}{\partial P_{j}}}}  |

#### Důkaz podmínek pro vytvořující funkce
Začněme definicí vytvořující funkce a napišme si oba Lagrangiány jako funkce proměnných ve fázovém prostoru.
{\displaystyle L'(q^{i},p_{i},t)=L(Q^{i},P^{i},t)+{\frac {dF_{1}}{dt}}(q^{i},Q^{i},t)}.
Nyní použijeme definici Hamiltoniánu a zároveň si rozepíšeme úplnou derivaci {\displaystyle F_{1}} pomocí řetízkového pravidla.
{\displaystyle \sum \limits _{k}{\dot {q}}^{k}p_{k}-H'(q^{i},p_{i},t)=\sum \limits _{k}{\dot {Q}}^{k}P_{k}-H(Q^{i},P^{i},t)+\sum \limits _{k}\left({\frac {\partial F_{1}}{\partial q^{k}}}{\dot {q}}^{k}+{\frac {\partial F_{1}}{\partial Q^{k}}}{\dot {Q}}^{k}\right)+{\frac {\partial F_{1}}{\partial t}}(q^{i},Q^{i},t)}
Zbývá jen přeskupit členy a dostáváme
{\displaystyle \sum \limits _{k}\left(\left(p_{k}-{\frac {\partial F_{1}}{\partial q^{k}}}\right){\dot {q}}^{k}-\left(P_{i}+{\frac {\partial F_{1}}{\partial Q^{k}}}\right){\dot {Q}}^{k}\right)+H(Q^{i},P^{i},t)=H'(q^{i},p_{i},t)+{\frac {\partial F_{1}}{\partial t}}(q^{i},Q^{i},t)}.
Kýženou rovnost získáme pokud je suma na levé straně nulová, což obecně platí když jsou splněny následující rovnosti.
{\displaystyle p_{k}={\frac {\partial F_{1}}{\partial q^{k}}}}
{\displaystyle P_{k}=-{\frac {\partial F_{1}}{\partial Q^{k}}}}
To jsou právě příslušné podmínky v tabulce. Pro ostatní vytvořující funkce {\displaystyle F_{2},F_{3},F_{4}} probíhá důkaz obdobně, jen si je přepíšeme pomocí výše uvedených vztahů pomocí {\displaystyle F_{1}}.